# حکم ترنت
حکم ترنت (انگلیسی: Canon of Trent) فهرست کتاب‌هایی است که به‌طور رسمی در شورای کاتولیک رومی یا شورای ترنت به عنوان رسمی شناخته می‌شوند. فرمانی، De Canonicis Scripturis، از جلسه چهارم شورا (در ۸ آوریل ۱۵۴۶)، تحقیر مخالفان کتاب‌های تأیید شده در ترنت را صادر کرد.